# T7 (autoblindo)
Il T7 Combat Car era un prototipo di autoblindo (o LAV) prodotto dalla Holabird Quartermaster Depot per l'Esercito statunitense nel 1930. Tutti e sei i veicoli prodotti, USA W1310, USA W1311, USA W1312, USA W1313, USA W1314 e USA W1315, erano mezzi ruotati 4x6, con un motore a gasolio con raffreddamento ad aria Franklin da 6 cilindri ed un equipaggio di 4 persone. L'armamento era costituito da una mitragliatrice pesante (o HMG) Browning M1921 calibro .50 (12,7 mm) raffreddata ad acqua e due mitragliatrici Browning M1919 calibro .30 raffreddate ad aria.